# Facimiech (Skawina)
Facimiech ist eine Ortschaft mit einem Schulzenamt der Gemeinde Skawina im Powiat Krakowski der Woiwodschaft Kleinpolen in Polen.

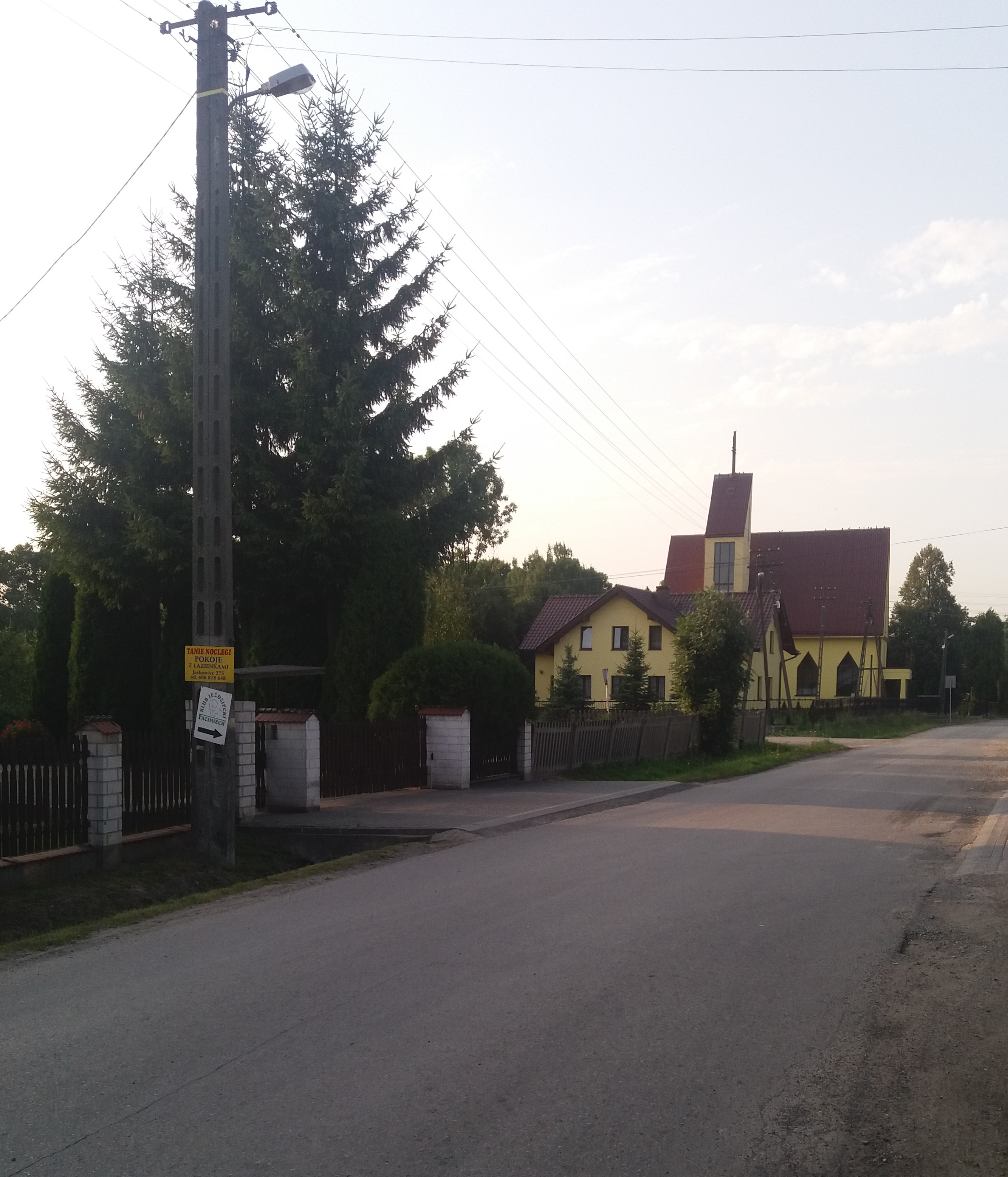
Ortskirche

## Geographie
Der Ort liegt am südlichen, rechten Ufer der Weichsel, auf einer Insel zwischen dem Fluss und dem Łączany-Skawina-Kanal im geologischen Skawina-Graben. Die Nachbarorte sind Wołowice im Norden, Ochodza im Osten, Zelczyna im Südostenen, Krzęcin im Süden, Sosnowice im Südwesten, sowie Pozowice und Wielkie Drogi im Westen.

## Geschichte
Das Dorf F(f)atimech mit einem Wirtshaus im Besitz der Prämonstratenserinnen in Zwierzyniec (wie auch Kozancin/Krzęcin) und der Wald Chwacymech, damals im Besitz der neugegründeten Stadt Krakau auf beiden Ufern der Weichsel, wurden in den Jahren 1254 und 1257 erstmals urkundlich erwähnt. Der Name bezeichnet eine Ortschaft, wo Blasebalge (poln. miechy) ergriffen wurden (poln. chwytać, veraltet chwacić, also ursprünglich *Chwaci-miechy), im Gegensatz zu anderen typischen Dienstsiedlungsnamen für Schmiede wie Kowale hat der Name eine scherzhafte Aussage.
Politisch gehörte das Dorf ursprünglich zu Kleinpolen, aber das Gebiet zwischen den Flüssen Skawa im Westen und Skawinka im Osten (mit Ausnahme des Radwanitenkorridors) wurde im Jahr 1274 vom Herzogtum Krakau abgetrennt und ans Herzogtum Oppeln angeschlossen. Auf diese Weise entstand eine Exklave des Herzogtums Oppeln um Krzęcin. Das Herzogtum Oppeln wurde 1281 nach dem Tod von Wladislaus I. von Oppeln geteilt. Ab 1290 gehörte das Dorf zum Herzogtum Teschen und seit 1315 zum Herzogtum Auschwitz, ab 1327 unter Lehnsherrschaft des Königreichs Böhmen. Seit 1445 gehörte es zum Herzogtum Zator, dieses wurde im Jahr 1494 an Polen verkauft. Ab 1564 im Kreis Schlesien.
Bei der Ersten Teilung Polens kam Facimiech 1772 zum neuen Königreich Galizien und Lodomerien des habsburgischen Kaiserreichs (ab 1804). Vor dem Jahr 1795 wurde Polanka vom Krakauer Bürger Martin Aloys Ritter Haller von Hallenburg aus der Familie Haller gekauft. Ab 1782 gehörte es dem Myslenicer Kreis (1819 mit dem Sitz in Wadowice). Nach der Aufhebung der Patrimonialherrschaften bildete es nach 1850 eine Gemeinde im Bezirk Skawina, ab 1867 im Gerichtsbezirk Skawina des Bezirkes Wadowice, ab 1878 im Gerichtsbezirk Kalwarya im Bezirk Myślenice. Ab 1899 wieder im Gerichtsbezirk Skawina im neuen Bezirk Podgórze.
1918, nach dem Ende des Ersten Weltkriegs und dem Zusammenbruch der k.u.k. Monarchie, kam Facimiech zu Polen. Unterbrochen wurde dies nur durch die Besetzung Polens durch die Wehrmacht im Zweiten Weltkrieg. Es gehörte dann zum Distrikt Krakau des Generalgouvernements.
Von 1945 bis 1998 gehörte Facimiech zur Woiwodschaft Krakau.